# Bonneuil (Indre)
Bonneuil è un comune francese di 94 abitanti situato nel dipartimento dell'Indre nella regione del Centro-Valle della Loira.

## Società

### Evoluzione demografica
Abitanti censiti